# Zbehy
Zbehy é um município da Eslováquia, situado no distrito de Nitra, na região de Nitra. Tem 19,56 km² de área e sua população em 2018 foi estimada em 2.255 habitantes.

## Demografia
| Ano:        | 1994 | 2004   | 2014   | 2024   |
| ----------- | ---- | ------ | ------ | ------ |
| Broj ljudi: | 2044 | 2171   | 2261   | 2276   |
| Razlika:    |      | +6,21% | +4,14% | +0,66% |

| Ano:               | 2023 | 2024   |
| ------------------ | ---- | ------ |
| Número de pessoas: | 2238 | 2276   |
| Diferença:         |      | +1,69% |